# مانويل بازوس
مانويل بازوس غونزاليس (17 مارس 1930 – 24 مايو 2019) كان لاعب كرة قدم إسباني محترف لعب كحارس مرمى.

## المسيرة المهنية
ولد بازوس في كامبادوس، ولعب لأندية سيلتا فيجو وريال مدريد وهيركوليس وأتلتيكو مدريد وإلتشي.